# Paepkestraße
Die Paepkestraße ist eine Straße in der oberbayerischen Kurstadt Bad Reichenhall.

## Beschreibung

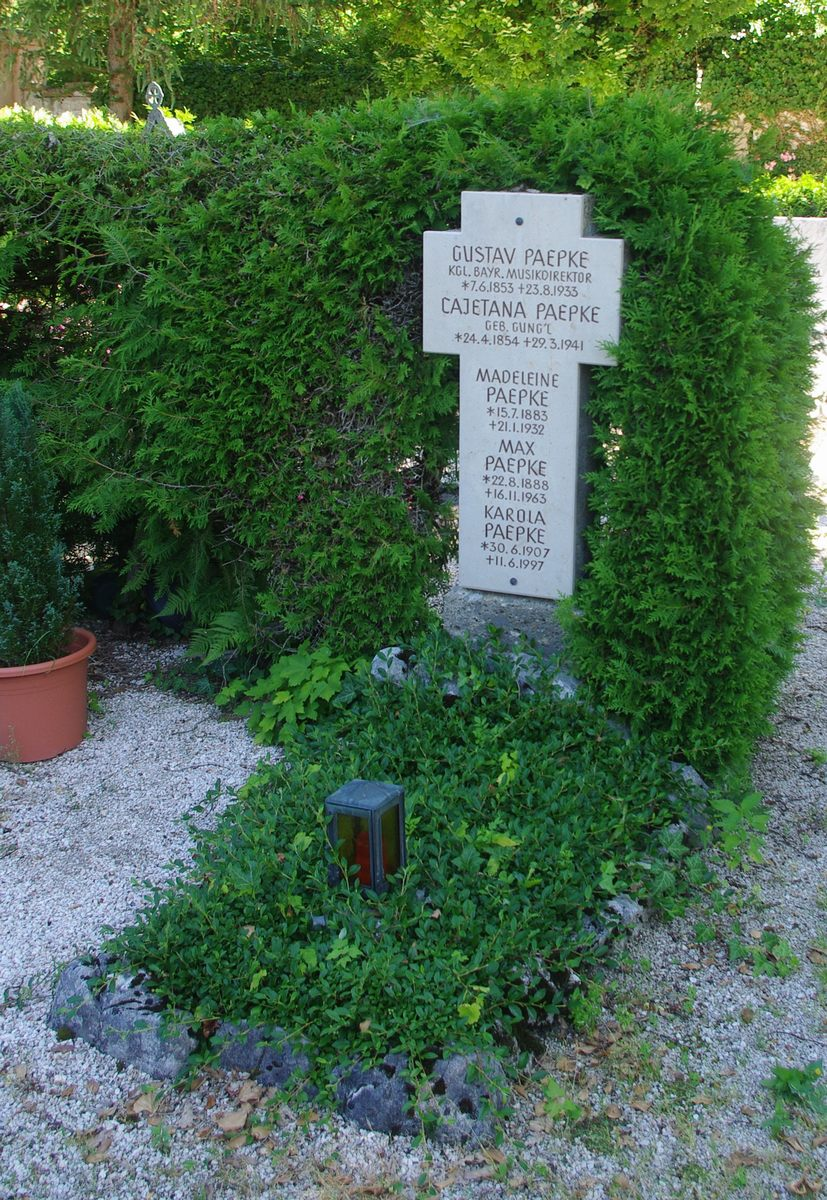
Grab von Gustav Paepke auf dem Friedhof St. Zeno

Die Paepkestraße beginnt wenige Meter nördlich der Bahnstrecke Bad Reichenhall–Berchtesgaden und verläuft parallel zur Friedrich-Ebert-Allee entlang des Rupertusparks in nordwestlicher Richtung, bis sie an der Rupertustherme am Söllnerweg endet, der als Fußweg die Paepkestraße mit dem Parkplatz der Therme und der Traunfeldstraße verbindet. 
Gegenüber dem Rupertuspark stehen an der Paepkestraße neubarocke Villen von Jakob Dürk aus den 1920er Jahren; sie stehen alle unter Denkmalschutz. Die Villen Paepkestraße 4, 6, 8 und 10 bilden eine Anlage, zu der auch die Kuranstalten Paepkestraße 12 und Traunfeldstraße 11 gehören
Die Paepkestraße ist nach Gustav Paepke (* 7. Juni 1853 in Crivitz, † 23. August 1933 in Bad Reichenhall) benannt. Er war Direktor der Kurkapelle und komponierte zahlreiche Werke, darunter den Marsch Hoch Reichenhall und den Walzer Reichenhaller Erinnerungen.

## Geschichte
Die Bauten entlang der Paepkestraße entstanden später als viele andere Villen und Kuranstalten in Bad Reichenhall. Nach dem Ersten Weltkrieg veränderte sich die gesellschaftliche Stellung der Kurgäste in der Stadt. Vor dem Krieg waren es zu großen Teilen Angehörige des Adels aus Deutschland, Österreich-Ungarn und Russland. Nachdem die meisten Adelshäuser nach dem Krieg nicht mehr existierten, kamen nun bürgerliche und in der Regel weniger gut betuchte Gäste, die in Bad Reichenhall Erholung suchten. Die Villen und Kuranstalten in der Paepkestraße stammen überwiegend aus der ersten Hälfte der 1920er Jahre.
Beim Luftangriff auf Bad Reichenhall am 25. April 1945 wurde die Paepkestraße – anders als die Frühlingstraße, die zum Teil nur gute 60 Meter weiter östlich liegt – kaum getroffen. Lediglich von den Häusern 6 und 10 wurden leichte Schäden gemeldet.

## Baudenkmäler
| Adresse       | Name                 | Beschreibung | erbaut | Lage | Bild |
| ------------- | -------------------- | --- | ------ | ---- | ---- |
| Paepkestr. 4  | Villa Agnes          | Erdgeschossiger neubarocker Mansarddachbau mit Zwerchgiebel und Erkervorbau, von Jakob Dürk. | 1922   | ▼    |      |
| Paepkestr. 6  | Villa                | Erdgeschossiger neubarocker Mansardwalmdachbau mit Zwerchgiebel, von Jakob Dürk. | 1923   | ▼    |      |
| Paepkestr. 8  | Villa                | Erdgeschossiger neubarocker Mansardwalmdachbau mit Zwerchgiebel und Loggien, von Jakob Dürk. | 1922   | ▼    |      |
| Paepkestr. 10 | Villa                | Erdgeschossiger neubarocker Mansardwalmdachbau mit Zwerchgiebel und Erkervorbau, von Jakob Dürk. Rückgebäude, erdgeschossiger Mansardwalmdachbau mit Zwerchhaus und Blendbogen, bildet mit Traunfelstraße 11 eine Einheit, wohl erstes Viertel 19. Jahrhundert. | 1924   | ▼    |      |
| Paepkestr. 12 | Kuranstalt Excelsior | Mansardwalmdachbau mit Giebelrisalit und Loggien, neubarock, von Jakob Dürk; nahezu identisch mit Traunfeldstraße 11. | 1925   | ▼    |      |